# اسیان
اسیان، روستایی از توابع بخش آبگرم شهرستان آوج در استان قزوین ایران است.در هنگام بروز زلزله بوئین زهرا در سال 1341 این روستا مورد تخریب بسیاری شد مکان قبلی این روستا مقابل ورودی روستا و در همجوار جاده کلنجین بود به دستور اعلاحضرت همایون آریامهر شاه شاهان محمدرضا شاه پهلوی به حدودا 200 قطعه زمین 600 متری برای ساخت قطعه بندی شد 200 خانه به دستور شاهنشاه ساخته شد 4 مهندس آمریکایی مهندس ناظر این پروژه شدند این روستا در سال 1342 تکمیل شد به روز ترین روستا در کل استان قزوین از نوع سازه و شهر سازی بود . همانند این روستا فقط دو جا از ساخته شد یکی روستای آسیان و دیگری روستایی که اطلاعات زیادی در دست نیست واقع در بوئین زهرا ساخته شد 

## جمعیت و خانواده ها
این روستا در دهستان آبگرم قرار دارد و براساس سرشماری مرکز آمار ایران در سال ۱۳۸۵، جمعیت آن ۲۹۰ نفر (۸۱خانوار)بوده‌است.